# Сентменат-и-Кастелья, Антонио
Антонио Сентменат-и-Кастелья (исп. Antonio Sentmenat y Castellá; 21 апреля 1734, Барселона, королевство Испания — 14 апреля 1806, Аранхуэс, королевство Испания) — испанский кардинал. Епископ Авилы с 17 февраля 1783 по 22 июня 1784. Патриарх Западной Индии с 25 июня 1784 по 14 апреля 1806. Кардинал-священник с 30 марта 1789 по 14 апреля 1806.